# П'єр Гюстав Тутан де Борегар
П'єр Гюстав Тутан де Борегар (англ. Pierre Gustave Toutant Beauregard; 28 травня 1818 — 20 лютого 1893) — майор армії США і генерал армії Конфедерації під час Громадянської війни. Крім цього відомий як письменник, політик і винахідник.

## Ранні роки
Борегар народився на цукровій плантації в Санкт-Бернард, штат Луїзіана, приблизно в 20 милях (32 км) за межами Нового Орлеана, у французькій креольській сім'ї. Борегар був третьою дитиною в сім'ї Джудіт Елен де Реджо, нащадка італійського дворянського роду, який мігрував у Францію, а потім до Луїзіани, і її чоловік, Жак-Тоутанта Борегара, що мав французьке і валлійське походження. У нього було три брата і три сестри. Борегар вчився в приватній школі, а потім відправився до «французької школи» в Нью-Йорку. За чотири роки в Нью-Йорку, починаючи з 12-річному віку, він вперше навчився говорити англійською мовою, оскільки французька була його рідною мовою в штаті Луїзіана.
Він здобув освіту в Військовій академії США у Вест-Пойнті, Нью-Йорк. Один з його інструкторів був Роберт Андерсон, який пізніше став командиром форту Самтер і здався Борегару на початку Громадянської війни.

## Кар'єра в армії США
Під час американо-мексиканської війни, Борегар працював інженером у штабі Вінфілда Скотта. Він брав участь у битвах при Контрерас і Чірубуско і Чапультепек, де був поранений в плече і стегно. Він був одним з перших офіцерів що вступили в Мехіко. Борегар повернулися з Мексики в 1848 році. Протягом наступних 12 років, він обіймав посаду інженера у відділі «Міссісіпі та Луїзіани.» Він відповідав за ремонт старих фортець і будівництва нових на Флоридському узбережжі і в Мобіл, штат Алабама. Він також поліпшив оборону фортеці Св. Пилипа і Джексон на річці Міссісіпі нижче Нового Орлеана. Він працював над поліпшенням навігації судноплавних каналів в гирлі Міссісіпі. Він активно виступав за обрання Франкліна Пірса, демократичного кандидата у президенти в 1852 році, колишнього генерал у мексиканській війні. Пірс призначив Борегара інженером Федеральної митниці Нового Орлеана, величезний будинок граніту, який був побудований в 1848 році. Він тонув у нерівномірно вологому ґрунті Луїзіани, Борегару довелося розробити програму реновації. Він пропрацював на цій посаді з 1853 по 1860 і стабілізував структуру успішно. Під час своєї служби в Новому Орлеані, Борегар розчарувався в мирній роботі офіцера. В 1856 році, він мав намір приєднатися до пірата Вільяма Уокера, який захопив контроль над Нікарагуа, і запропонував Борегара заступником командира його армії. Однак його переконали залишитися в США. Він трохи побував у політиці балотуючись на мера Нового Орлеана в 1858 році. Борегар програв лише з невеликим відставанням.
Використовуючи політичний вплив його друзів, Борегар отримав призначення як начальник Військової академії США починаючи з 23 січня 1861. Одначе коли Луїзіана відокремилася від Союзу він одразу відмовився від цієї посади.

## Громадянська війна
Борегар негайно почав давати консультації з військових питань місцевим органам влади, які включали подальше зміцнення фортів святого Пилипа і Джексон, які охороняли підходи Міссісіпі в Новий Орлеан. Він сподівався на посаду командувача збройних сил штату, але був розчарований, оскільки законодавчі збори штату призначили Брекстона Брегга. Борегару запропонували звання полковника. Однак обурений офіцер Замість цього зараховується рядовим в «Гвардію-Орлеана», батальйон французьких аристократів креольського походження. Вскорі Борегара призначають командувати обороною Чарлстона. Борегар здавалося ідеальним поєднанням військового інженера і харизматичного лідера необхідним в цей час Півдню. [13]
Борегар став першим бригадним генералом армії Конфедерації від 1 березня 1861. [4] Приїхавши в Чарльстоні 3 березня 1861, Борегар зустрівся з губернатором Пікенсом та оглянув оборону гавані, яку він визнав як безладну. Політична обстановка загострювалася. Рано вранці 12 квітня, переговори з Андерсоном про добровільну здачу форту Самтер провалились, і було вирішено здобути форт силою зброї. Бомбардування форту Самтер тривала протягом 34 годин. Після чого той капітулював. Це була перша перемога Конфедерації.
Він був Викликаний до нової столиці Конфедерації Річмонду, штат Вірджинія, Борегара вітали як героя на залізничних станціях по маршруту. Він отримав у командування лінію оборони під назвою «Олександрійська лінія» [19].
Командував військами в ході Першої битви при Бул-Рані і отримав основну частину визнання з боку преси і громадськості. 23 липня його рекомендували на підвищення до повного генерала. Девіс затверджує це, заднім числом 21 липня в честь його перемоги. [24]
Після Булл-Рану, Борегар виступає за використання стандартизованих прапор битви крім національного прапора Конфедерації, що візуально схожий на прапор США. [25] Він працював з Джонстоном і створює військовий прапор Конфедерації, який став найпопулярнішим символом Конфедерації. [27]
Оскільки армія пішла на зимові квартири, Борегар вступив у полеміку з верховним командуванням. Він рішуче виступає за вторгнення в Меріленд. ВІн просив про переведення в Новий Орлеан, який на його думку буле під атакою Союзу в найближчому майбутньому, але його прохання було відхилене. Він заявляв про недостатні запаси доступні для його армії. Він робив публічні заяви, кидаючи виклик здатності військових міністрів займати свої посади.
За це все Борегар був переведений в Теннессі, до генерала Альберта Сідні Джонстона (ніякого відношення до Джозефа Е. Джонстона) 14 березня 1862. У битві при Шайло, яка почалася 6 квітня 1862, конфедерати зробив несподівану атаку проти Гранта Армії Теннессі і майже переміг його. Масивна фронтальний наступ був затьмарений неналежною організацією сил Борегара. Коли Джонстон був смертельно поранений. Борегар, прийняв на себе командування армією. З настанням темряви, він вирішив скасувати напад на обороні лінії Гранта, що були щільним півколом на річці Теннессі поблизу Піттсбурга. [29]
Рішення Борегар було одним з найбільш спірних у ході Громадянської війни. Численні ветерани та історики задалися питанням, що могло статися, якщо б штурм відбувся. Борегар вважав, що битва виграна і по суті його люди могли прикінчити Гранта вранці. Але вночі до Гранта прибули частини з Огайо, і Грант почав масовану контратаку 7 квітня. Перевантажені, конфедерати відступили в Коринф. [30]
Грант був тимчасово зганьблений раптовим нападом і близькою поразкою, в результаті чого його начальник, генерал-майор Генрі У. Хеллек, взяв на себе польове керування об'єднаних армій. Хеллек обережно і повільно наблизився укріплень Борегара в Коринфі, його дії стали глузливо називати Облога Коринфа. Борегар вийшов з Коринфа 29 травня до Тупело, штат Міссісіпі. Він зміг обдурити Хеллека. Борегар відступив через переважання сили Союзу і через забруднення води в Коринфі. У квітні і травні, конфедерати втратили майже стільки ж чоловіків смертю від хвороби в Коринфі, як були убиті в битві при Шайло. Тим не менш, рішення, залишати важливий залізничний вузол в Коринфі без бою було іншим спірним рішенням. Коли Борегар пішов у відпустку по хворобі без дозволу, президент Девіс звільнив його від командування і призначив на його місце генерал Брекстона.
На прохання Борегара, його союзники в Конгресі Конфедерації звернулись до президента з проханням поновити його на посаді. Борегару було наказано прибути до Чарльстона і прийняти командування берегової оборони в Південній Кароліна, Джорджії і Флориді, [33] замінивши генерал-майора Джона С. Пембертона. Останній був підвищений до генерал-лейтенанта і переведений в штаб оборони Віксбурга, Міссісіпі. [34]
Борегар був незадоволений його новим призначенням, вважаючи, що він заслужив командування однією з великих польових армій. Він успішно запобіг захопленню Чарльстона Союзом в результаті морських і сухопутних атак в 1863 році. 7 квітня 1863 контр-адмірал Семюел Френсіс, провів напад на форт Самтер, що була відбитий високоточним артилерійським вогню з боку сил Борегара. У липні-вересня 1863 сухопутні війська під Бриг. Генерал Квінсі почали серію атак на форт Вагнер на острові Морріс та інші укріплення в гирлі гавані, в той час як контр-адмірал Джон А. Дальгрен намагався знищити форт Самтер. Остання операція не вдалася, а захоплення острова Морріс не було загрозою для Чарльстона. [35]
Протягом цього періоду Борегар розробляв інноваційні стратегії військово-морської оборони, таких, як ранні експерименти з підводними човнами, морськими мінами тощо. У квітні 1864 року, Борегар просив відпустку, щоб оправитися від втоми і хронічного захворювання горла, але він замість цього отримав призначення до Північної Кароліни, щоб взяти участь в обороні Вірджинії. Він прийняв командування 18 квітня. 15 червня 5400 його слабких силі людей — включаючи хлопчиків, старих і хворих з військових госпіталів — стали проти 16000 федералів, у Другій битві при Пітербурзі. Він зумів протриматись в Пітербурзі досить довго Щоб встигла прибути армія Лі. Це була, його найкраща бойова перемога у війні. Борегар продовжував командувати обороною Петербурга в перші дні облоги, але з втратою залізниці Уелдон в битві при Глобус Таверна (18 серпня — 21 серпня), він був підданий критиці за нерішучі дії.
Після падіння Атланти у вересні 1864 року, президент Девіс розглядав кандидатуру Борегара як командуючого армією Теннессі. Але так і не був призначений. Девіс зустрівся з Борегар в Августі, штат Джорджія, 2 жовтня і запропонував йому командування новоствореного Департаменту Захід, що відповідав за п'ять південних штатів з арміями Гуда і Ричарда Тейлора нібито під його командою. Тим не менш, це була невдячна робота, яка була обмежена матеріально-технічними та консультативними обов'язками, без істинно оперативного управління армією. Проте, прагнучи повернутися на поле, він прийняв призначення. [42]
Одначе через низку поразок командування нібито стурбоване здоров'ям Борегара замінює його на Джозефа Е. Джонстона. Зміна командування пройшла 22 лютого. Борегар був підпорядкований Джонстону, для вирішення рутинних питань, без бойових обов'язків. Джонстон і Борегар зустрілись з президентом Девісом 13 квітня і їх оцінка ситуація допомогла переконати Девіса, що Джонстон повинні зустрітися з Шерманом, щоб домовитися про капітуляцію його армії. Здався поблизу Дарем, Північна Кароліна, 26 квітня 1865, і був умовно-достроково звільнений в Грінсборо 2 травня. Борегар поїхав у своє рідне місто Новий Орлеан.

## Повоєнне життя
Після війни був Борегар неохоче публічно присяг на вірність, мером Нового Орлеана 16 вересня 1865 року. Борегара закликали до в бразильської армії в 1865 році, але відхилив пропозицію бразильців. Він також відмовився пропозиції, щоб прийняти командування армією Румунії і Єгипту. [46]
Перше заняття Борегара після війни в 1865 це посада головного інженера і загального начальника Новий Орлеан — Джексон — Великої Північної залізниці. У 1866 році він був призначений президентом, посада, яку він зберіг до 1870 року, коли він був повалений в результаті ворожого поглинання. Ця робота перегукується з посадою президента Новий Орлеан-Каролльтонської залізної дороги (1866—1876). Після втрати цих двох позицій залізничного виконавчої влади, Борегар провів час на короткій роботі в різних компаніях як цивільний інженер. Борегар служив генерал-ад'ютантом в ополченні штату Луїзіана, 1879-1888.